# M (John Abercrombie)
M is een studioalbum van John Abercrombie met zijn toenmalige kwartet. Het album is opgenomen in de Tonstudio Bauer te Ludwigsburg met Martin Wieland als geluidstechnicus. Het was het laatste album met kwartetleden Richard Beirach, George Mraz en Peter Donald. 
Bij de heruitgave op compact disc in de verzamelbox The first quartet constateerde Abercrombie dat de rek er een beetje uit was. Hij had destijds het gevoel, dat de routine er langzaam ingeslopen was en dat ze meer van hetzelfde aan het opnemen waren. Later constateerde hij dat het album juist heel anders klonk dan de voorgaande twee. Hij wijdde dat aan de gebruikte geluidsstudio die in zijn oren scherper klonk dan bijvoorbeeld de Talent Studio in Oslo waar Abercrombie Quartet opgenomen was. Abercrombie wilde meer distortion gebruiken en wederom een lichte aanpassing in de muziek. Beirach zag dat niet zitten en het kwartet viel uit elkaar.

## Musici
- John Abercrombie – gitaar, mandolinegitaar
- Richard Beirach – piano
- George Mraz – basgitaar
- Peter Donald – slagwerk

## Muziek
| Nr. | Titel                        | Duur |
| --- | ---------------------------- | ---- |
| 1.  | Boat song (Abercrombie)      | 9:57 |
| 2.  | M (Abercrombie)              | 6:19 |
| 3.  | What are the rules (Beirach) | 7:33 |
| 4.  | Flashback (Beirach)          | 6:17 |
| 5.  | To be (Abercrombie)          | 5:17 |
| 6.  | Veils (Beirach)              | 5:44 |
| 7.  | Pebbels (Mraz)               | 4:45 |